# Kossuth-Preis

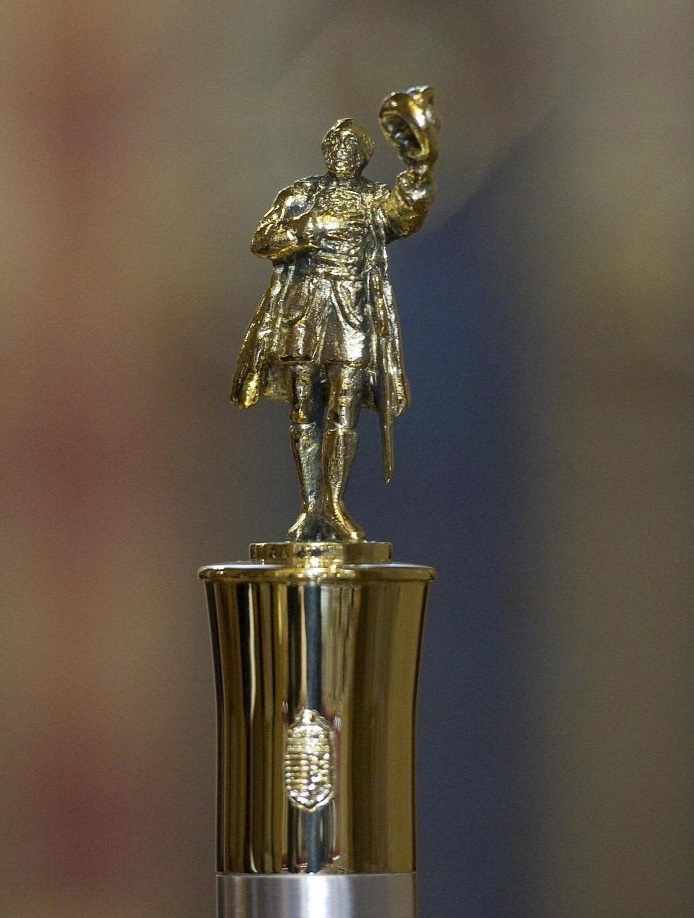
Kossuth-Preis nach 1990

Der Kossuth-Preis (ungarisch Kossuth-díj) ist die höchste staatliche Auszeichnung in Ungarn für die Bereiche Kunst und Kultur. Der Preis ist nach dem ungarischen Freiheitskämpfer Lajos Kossuth benannt.

## Geschichte
Der Preis wurde am 15. März 1948, dem 100. Jahrestag der Ungarischen Revolution 1848/1849, vom ungarischen Parlament ins Leben gerufen und wird seither vom ungarischen Präsidenten verliehen.
Ursprünglich wurde der Preis für Leistungen in den Bereichen Wissenschaft, Kunst und Literatur vergeben. Auch Personen und Gruppen, die herausragende wirtschaftliche Produktionsleistungen im sozialistischen Wirtschaftssystem aufzuweisen hatten, erhielten die Auszeichnung.
Seit 1963 wird der Preis nur noch für die Bereiche Kunst und Kultur verliehen.